# Santo Anzà
Santo Anzà (Catania, Sicilia, 17 de noviembre de 1980) es un ciclista italiano.
En 2003 debutó como profesional con el equipo Landbouwkrediet. Tras dos campañas llegó a la máxima categoría del ciclismo de la mano de Vacansoleil-DCM.

## Palmarés
2006
- Giro de la Romagna

2007
- Trofeo Melinda

2008
- Brixia Tour, más 1 etapa

2009
- 1 etapa del Brixia Tour

## Resultados en Grandes Vueltas
| Carrera | Carrera         | 2003 | 2004 | 2005 | 2006  | 2007 | 2008 | 2009 | 2010 | 2011 |
| ------- | --------------- | ---- | ---- | ---- | ----- | ---- | ---- | ---- | ---- | ---- |
|         | Giro de Italia  | —    | —    | —    | 109.º | —    | —    | —    | —    | —    |
|         | Tour de Francia | —    | —    | —    | —     | —    | —    | —    | —    | —    |
|         | Vuelta a España | —    | —    | —    | —     | —    | —    | —    | —    | 48.º |

—: no participa
Ab.: abandono

## Equipos
- Landbouwkrediet (2003-2004)
- Acqua & Sapone (2005)
- Serramenti Diquigiovanni (2006-2008)
  - Selle Italia-Serramenti Diquigiovanni (2006)
  - Serramenti PVC Diquigiovanni-Androni Giocattoli (2007-2008)
- Amica Chips-Knauf (2009)
- ISD-Neri (2009)
- Ceramica Flaminia (2010)
- Vacansoleil-DCM (2011)